# Chalcoscirtus helverseni
Chalcoscirtus helverseni är en spindelart som beskrevs av Metzner 1999. Chalcoscirtus helverseni ingår i släktet Chalcoscirtus och familjen hoppspindlar. Inga underarter finns listade i Catalogue of Life.